# Zygota
Zygota is een geslacht van vliesvleugelige insecten uit de familie Diapriidae.

## Soorten
- Z. abdominalis (Nees, 1834)
- Z. angularis Macek, 1997
- Z. balteata Macek, 1997
- Z. bensoni Nixon, 1957
- Z. brevinervis (Kieffer, 1909)
- Z. brevipennis (Kieffer, 1908)
- Z. breviuscula (Thomson, 1859)
- Z. caecutiens (Kieffer, 1908)
- Z. caligula Buhl, 1997
- Z. cilla Nixon, 1957
- Z. claviscapa (Thomson, 1859)
- Z. comitans Macek, 1997
- Z. congener Zetterstedt, 1840
- Z. croton Nixon, 1957
- Z. cursor (Kieffer, 1908)
- Z. excisor (Zetterstedt, 1840)
- Z. fossulata (Thomson, 1859)
- Z. fuscata (Thomson, 1859)
- Z. hemiptera (Thomson, 1859)
- Z. macroneura (Kieffer, 1909)
- Z. microtoma (Kieffer, 1909)
- Z. nigra (Thomson, 1859)
- Z. parallela (Thomson, 1859)

- Z. praetor Nixon, 1957
- Z. pubescens Macek, 1997
- Z. reticulata Kozlov, 1978
- Z. ruficornis (Curtis, 1831)
- Z. soluta (Kieffer, 1907)
- Z. sordida Macek, 1997
- Z. spinosa (Kieffer, 1908)
- Z. spinosipes (Kieffer, 1908)
- Z. striata (Kieffer, 1909)
- Z. strigata Kozlov, 1978
- Z. subaptera (Thomson, 1859)
- Z. sulciventris (Kieffer, 1909)
- Z. unicolor (Kieffer, 1908)
- Z. vigil Nixon, 1957
- Z. villosa Macek, 1997